# Adilabad (huyện)
Huyện Adilabad là một huyện thuộc bang Telangana, Ấn Độ. Thủ phủ huyện Adilabad đóng ở Adilabad.

## Lược sử
Trước năm 2014, huyện thuộc bang Andhra Pradesh. Năm 2014, bang Telangana được thành lập, tách khỏi Andhra Pradesh. Huyện chuyển về trực thuộc bang Telangana. Tháng 10 năm 2016, huyện Adilabad được phân chia lại, tách ra thêm 3 huyện mới là Asifabad, Mancherial, và Nirmal.

## Hành chính
Huyện được phân thành 2 phó huyện là Adilabad và Utnoor. Đơn vị hành chính cấp dưới gồm có 18 mandal.
1. Bheempoor
2. Jainad
3. Bela
4. Gadiguda
5. Narnoor
6. Inderavelly
7. Gudihathnur
8. Adilabad Rural
9. Adilabad Urban
10. Mavala
11. Tamsi
12. Talamadugu
13. Bazarhathnoor
14. Boath
15. Neradigonda
16. Ichoda
17. Sirikonda
18. Utnur